# Uixanka

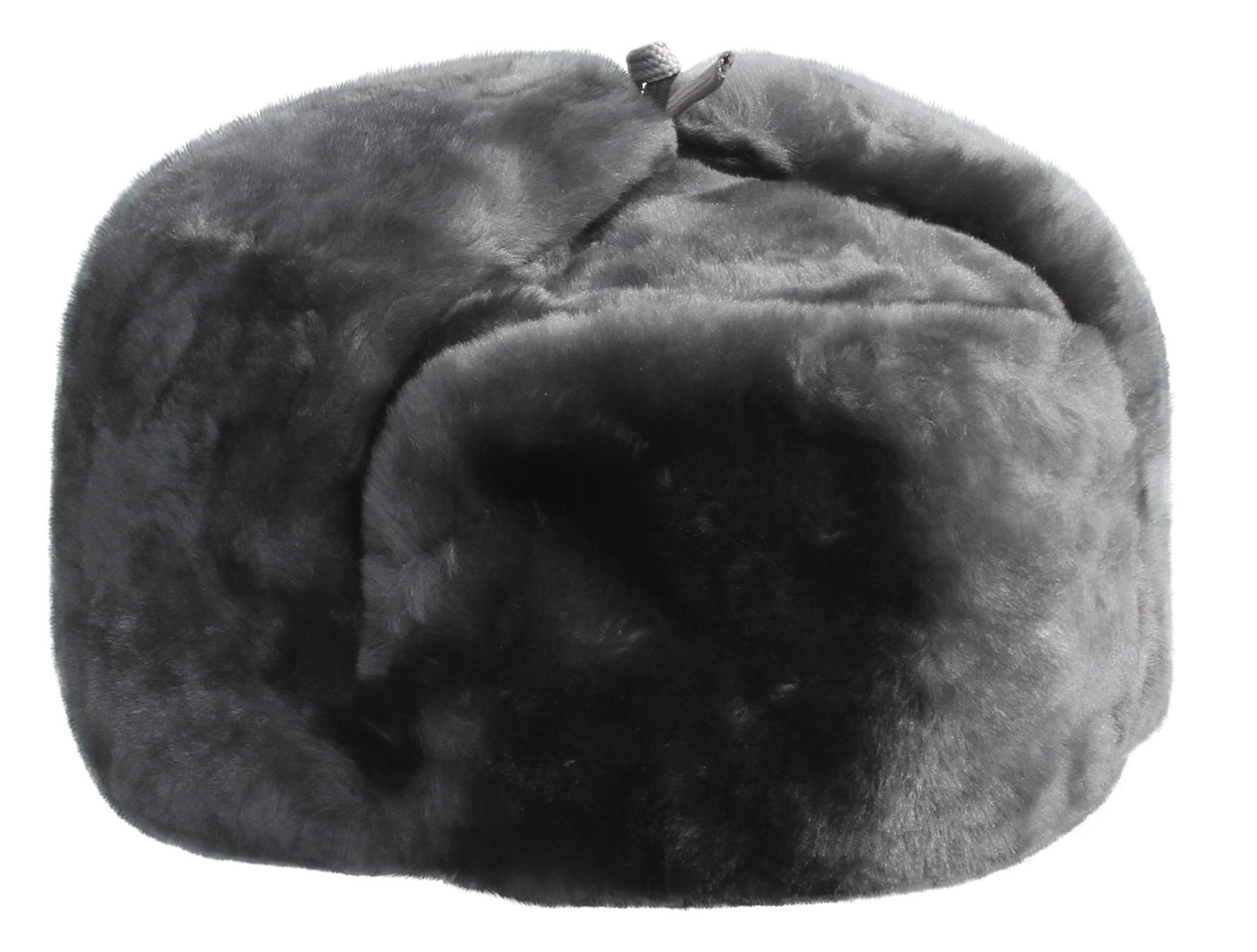
Barret d'hivern uixanka de pell d'ovella amb orelleres

Un uixanka (en rus, уша́нка), és un casquet de pell rus amb solapes que cobreixen les orelles que es poden lligar a la part de dalt del casquet o subjectar-se al coll per protegir les orelles, la mandíbula i la barba inferior del fred. Una forma alternativa de portar-los és doblegar les solapes cap enrere i lligar-les darrere del cap, cosa que s'anomena "estil d'esquí"; això ofereix menys protecció contra els elements, però una visibilitat molt millor, essencial per a l'esquí d'alta velocitat. El pelatge dens també ofereix una certa protecció contra impactes contundents al cap. També es porten tradicionalment a la regió bàltica, incloent-hi Suècia, Finlàndia, Noruega i tota la regió d'Europa oriental.

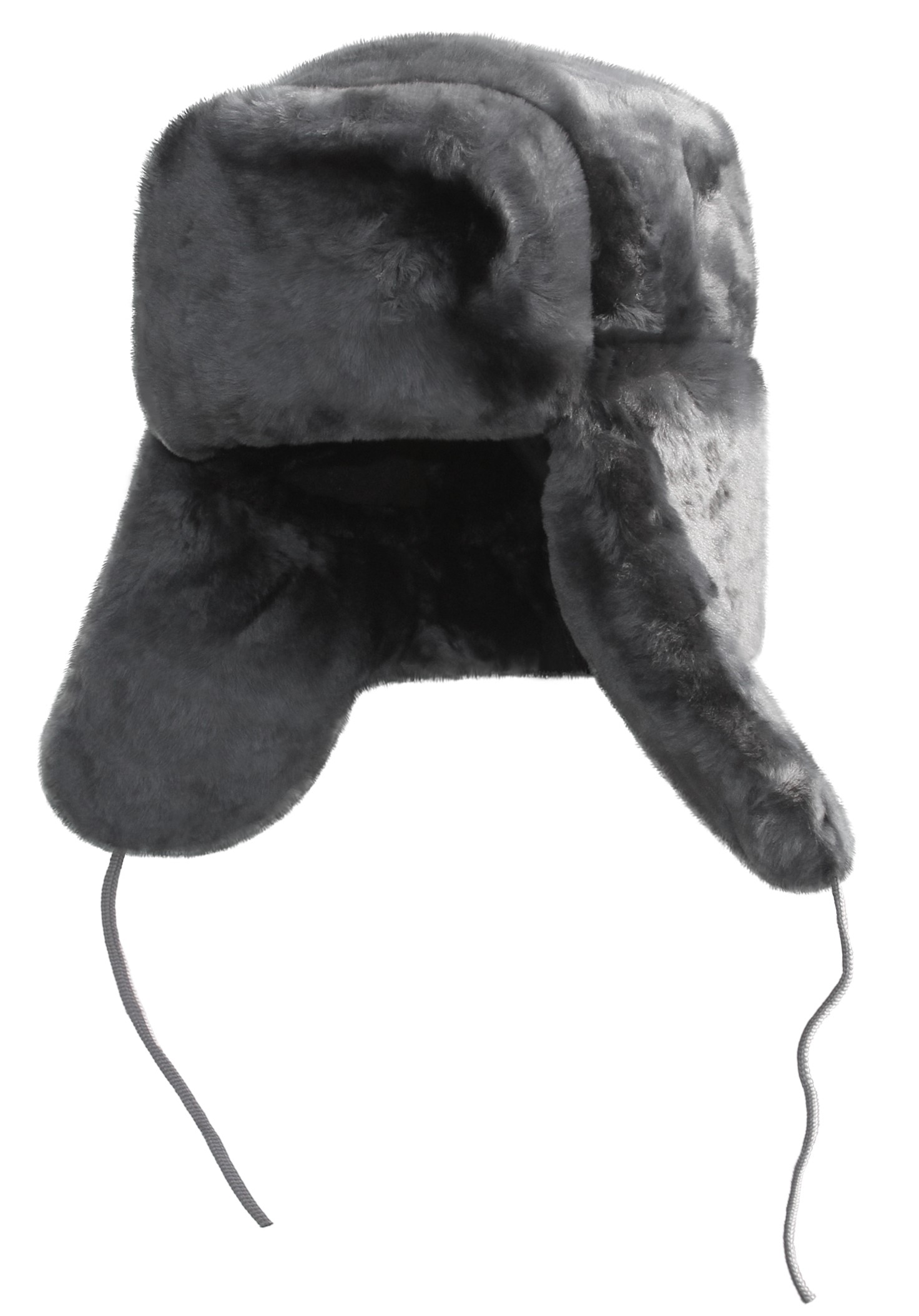
Orelles cap avall
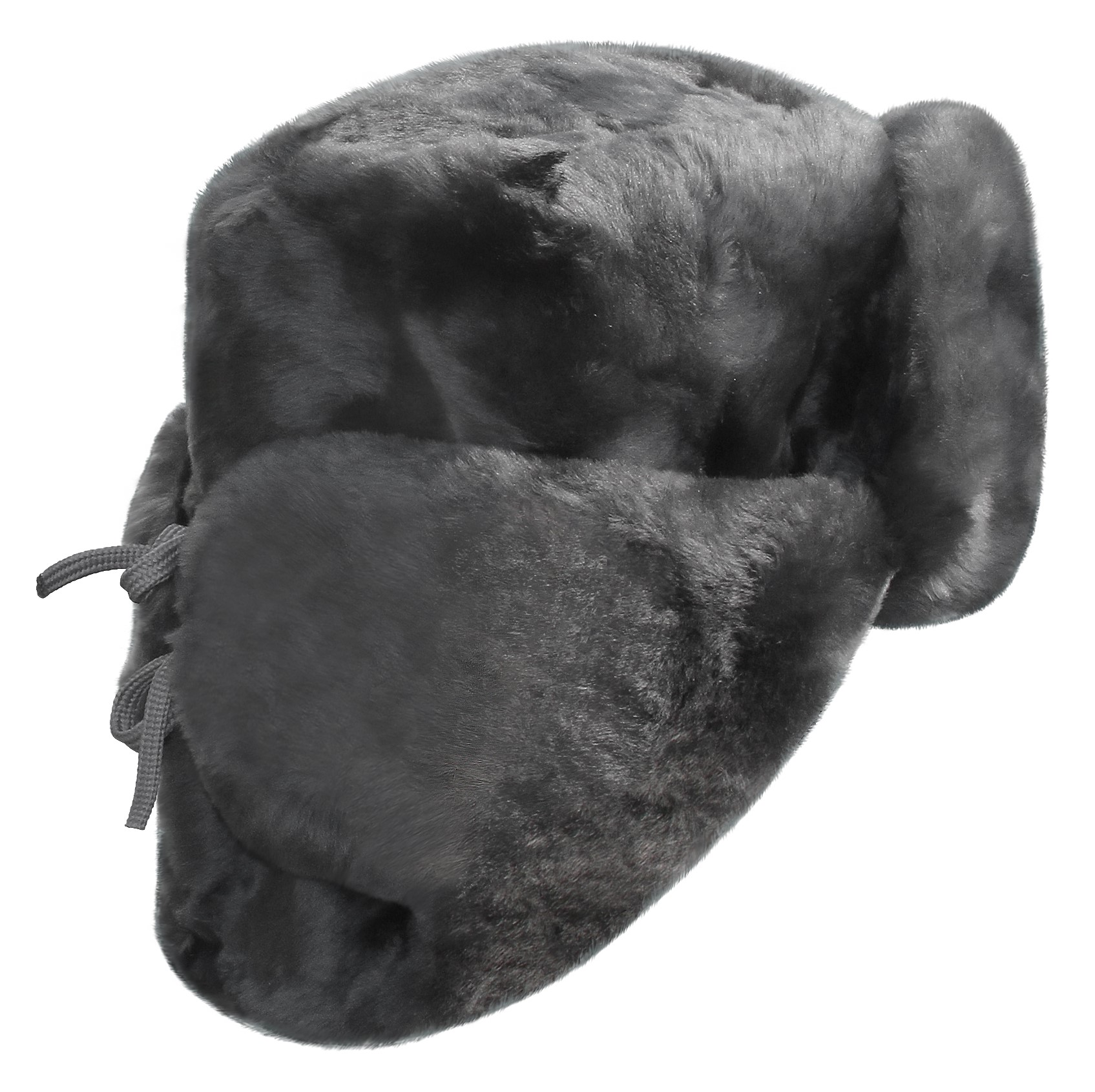
Casquet uixanka amb orelleres estretes darrere: estil esquí
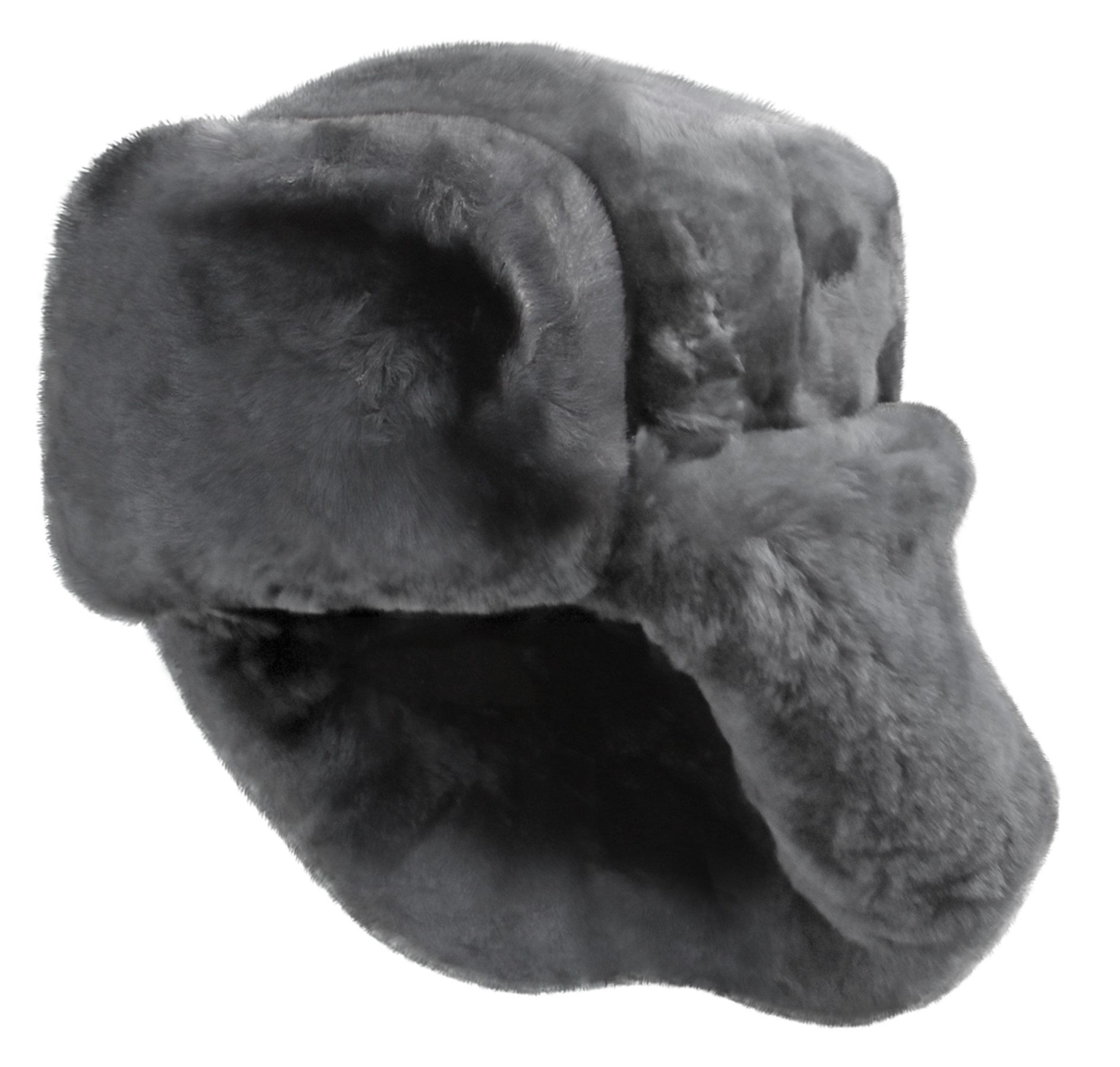
Aspecte frontal d'un casquet amb orelleres darrere
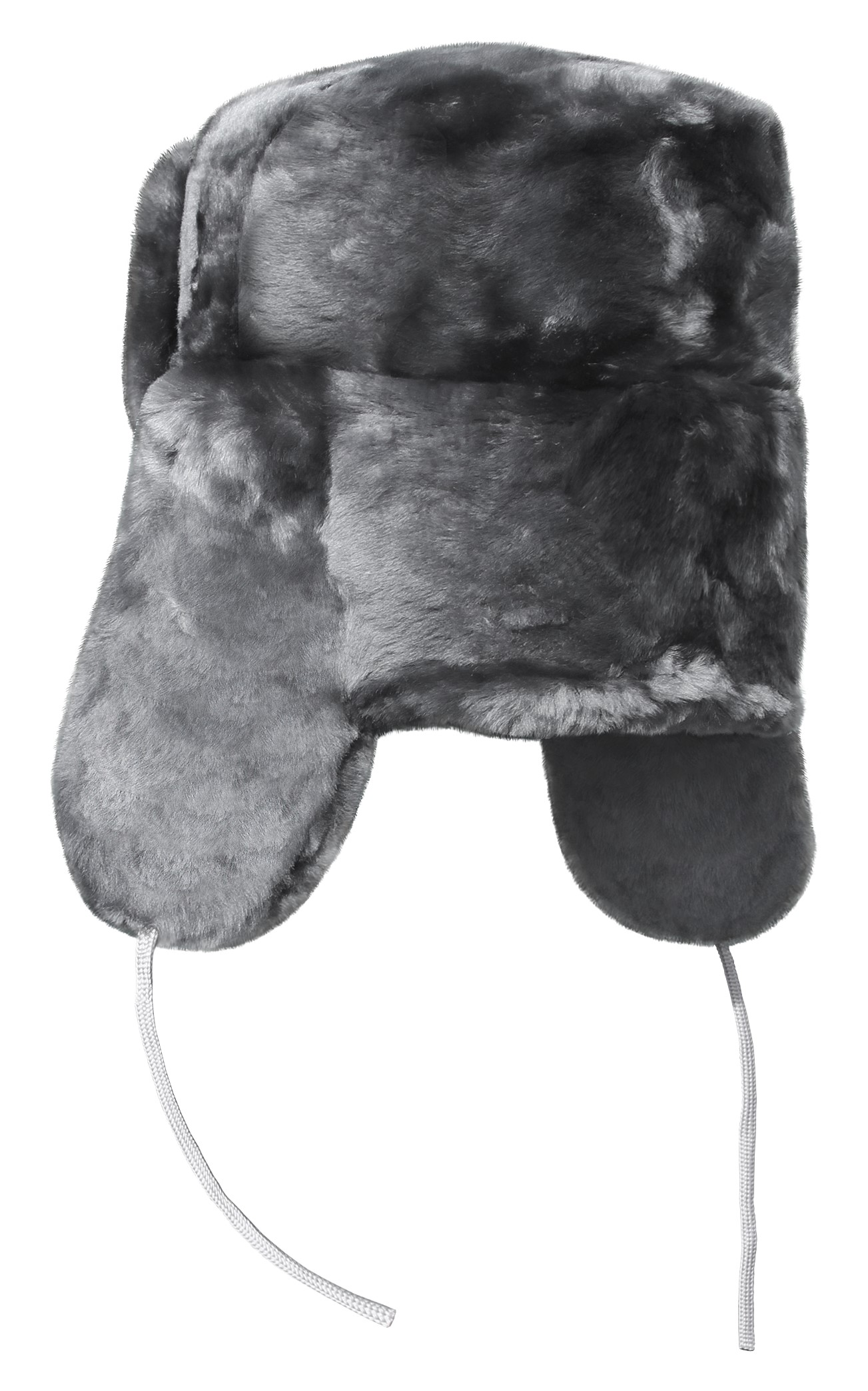
Part posterior d'un casquet uixanka amb orelleres cap avall
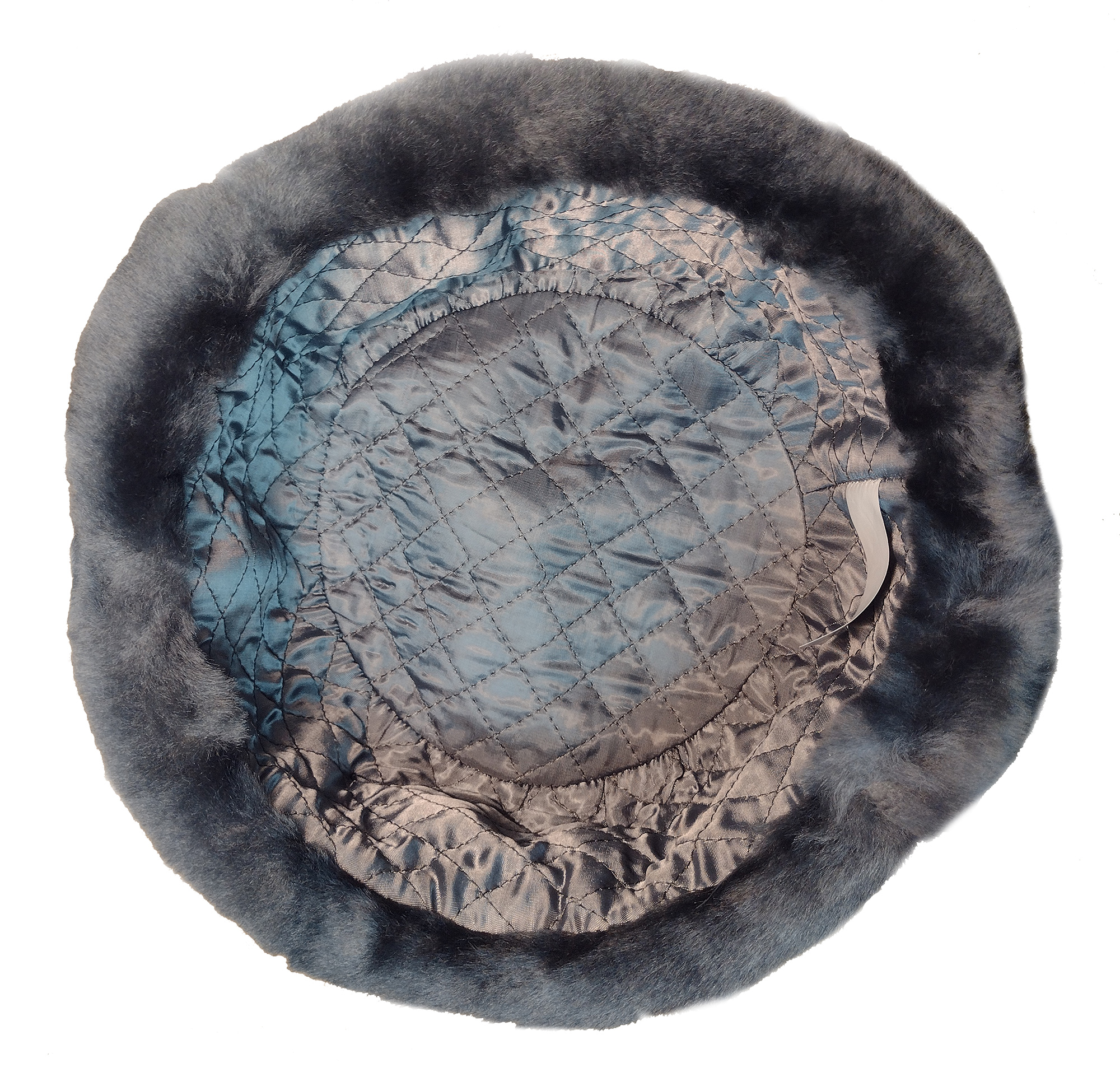
Folre d'un casquet uixanka

## Materials
Els casquets Ushanka estan fets de pell d'ovella ( tsigeyka), karakul, conill, rata mesquera, visó i moltes altres pells. També es fabriquen casquets de pell artificial i s'anomenen " рыбий мехx " ("pell ecològica"), ja que el material no prové de cap animal real. La "pell ecològica" d'uixanka més senzilla estava feta de llana amb folre de tela i part superior de tela, amb l'excepció de les solapes, que tenen el pel exposat. Els uixankes de pell de visó s'utilitzen àmpliament a les regions àrtiques de Rússia, protegint les orelles i la barba de l'usuari fins i tot de la "gelada profunda", que és d'entre −70 to −40 °C (-94 a −40 °F).

## Història
Els casquets amb orelles de pell són coneguts des de fa segles, especialment als països balcànics Bulgària, Sèrbia, Romania, Croàcia, Eslovènia, Bòsnia i Hercegovina, Macedònia del Nord, així com al nord-est d'Itàlia, a la Marxa Juliana, Trieste i les zones circumdants on hi ha una gran població eslava durant segles. Aquests casquets també es veuen als països nòrdics Suècia, Noruega i Finlàndia, als països eslaus europeus i eurasiàtics Rússia, Ucraïna, Polònia, Moldàvia ia la regió del Caucas a Geòrgia i Armènia. El disseny d'uixanka amb una corona perfectament rodona es va desenvolupar al segle XVII quan al centre i el nord de Rússia un casquet amb dues orelleres i una solapa posterior anomenat ruEs portava ("de tres orelles"). El disseny modern d'uixanka de 1917 també està inspirat en la norvezhka noruega, un casquet que va ser inventat pels exploradors noruecs de l'Àrtic. La principal diferència amb el treukh és que les orelles del norvezhka eren molt més llargues. A més, els cosacs del Kuban han influït en el disseny de l'Ushanka modern mitjançant la interacció amb els pobles d'Àsia Central i del Caucas.
El 1917, durant la Guerra Civil Russa, el governant de Sibèria, Aleksandr Kolchak, va introduir un casquet d'uniforme d'hivern, comunament conegut com a koltxakovka, c. 1918. Era semblant a l'uixanka. No obstant això, Kolchak i l'Exèrcit Blanc van perdre la guerra, i els seus casquets no van ser adoptats a la nova Unió Soviètica.
Els soldats de l'Exèrcit Roig, en canvi, portaven la budenovka, feta de feltre. Va ser dissenyat per assemblar-se als cascos de bogatyr històrics i no proporcionava gaire protecció contra el fred.
Durant la Guerra d'Hivern contra Finlàndia, els errors organitzatius i l'equip inadequat van deixar moltes tropes soviètiques vulnerables al fred, i moltes van morir per exposició. L'exèrcit finlandès tenia un equipament molt millor, inclòs un casquet de pell d'estil uixanka, el turkislakki M36 , introduït el 1936. El 1939, poc abans de la Guerra d'Hivern, es va introduir el turkislakki M39 lleugerament millorat, i encara s'utilitza avui dia. Després de la Guerra d'Hivern, l'Exèrcit Roig va rebre uniformes d'hivern completament redissenyats. Les budenovkas van ser finalment substituïdes per uixankes basats en l'exemple finlandès. Els oficials van rebre uixankes de pell; altres rangs van rebre uixankes fetes amb peluix o " pell ecològica ". Quan van viure el dur hivern rus, per exemple durant la batalla de Moscou, els soldats alemanys van començar a portar uixankes i altres equips d'hivern de tipus soviètic, ja que els seus uniformes no proporcionaven una protecció adequada del fred extrem.

L'uixanka es va convertir en un símbol i icona mediàtica de la Unió Soviètica i més tard de la Federació Russa. Les fotografies del president dels Estats Units Gerald Ford amb la gorra durant una visita a la Unió Soviètica el 1974 es van veure com un possible signe de distensió.

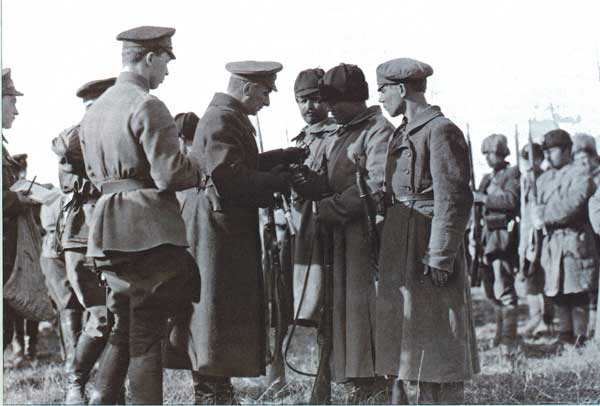
Alexander Kolchak decorant les seves tropes amb koltxakovkas
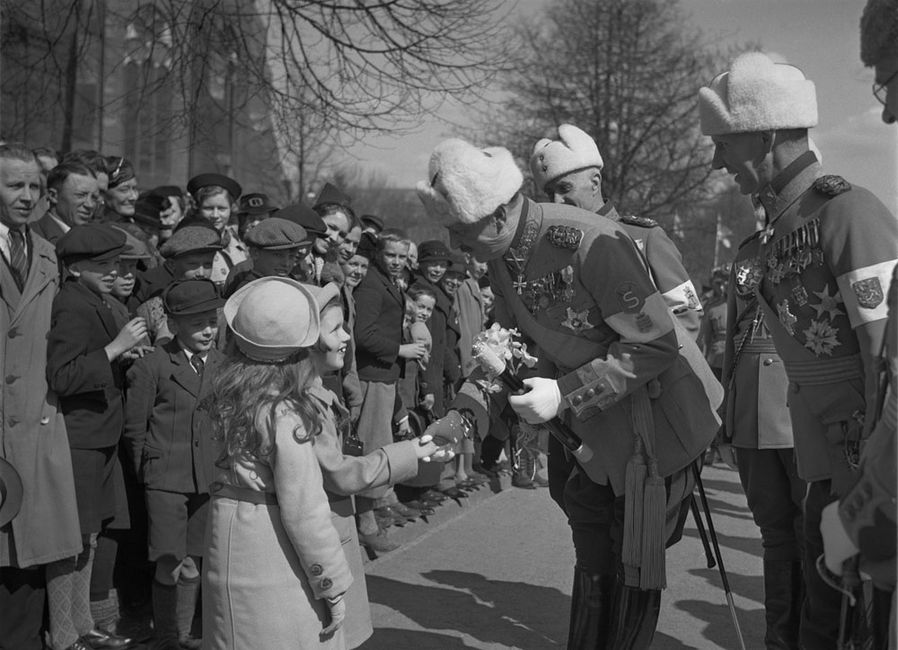
El general Carl Gustaf Emil Mannerheim de l'exèrcit finlandès vestit de turkislakki blanc el 1938
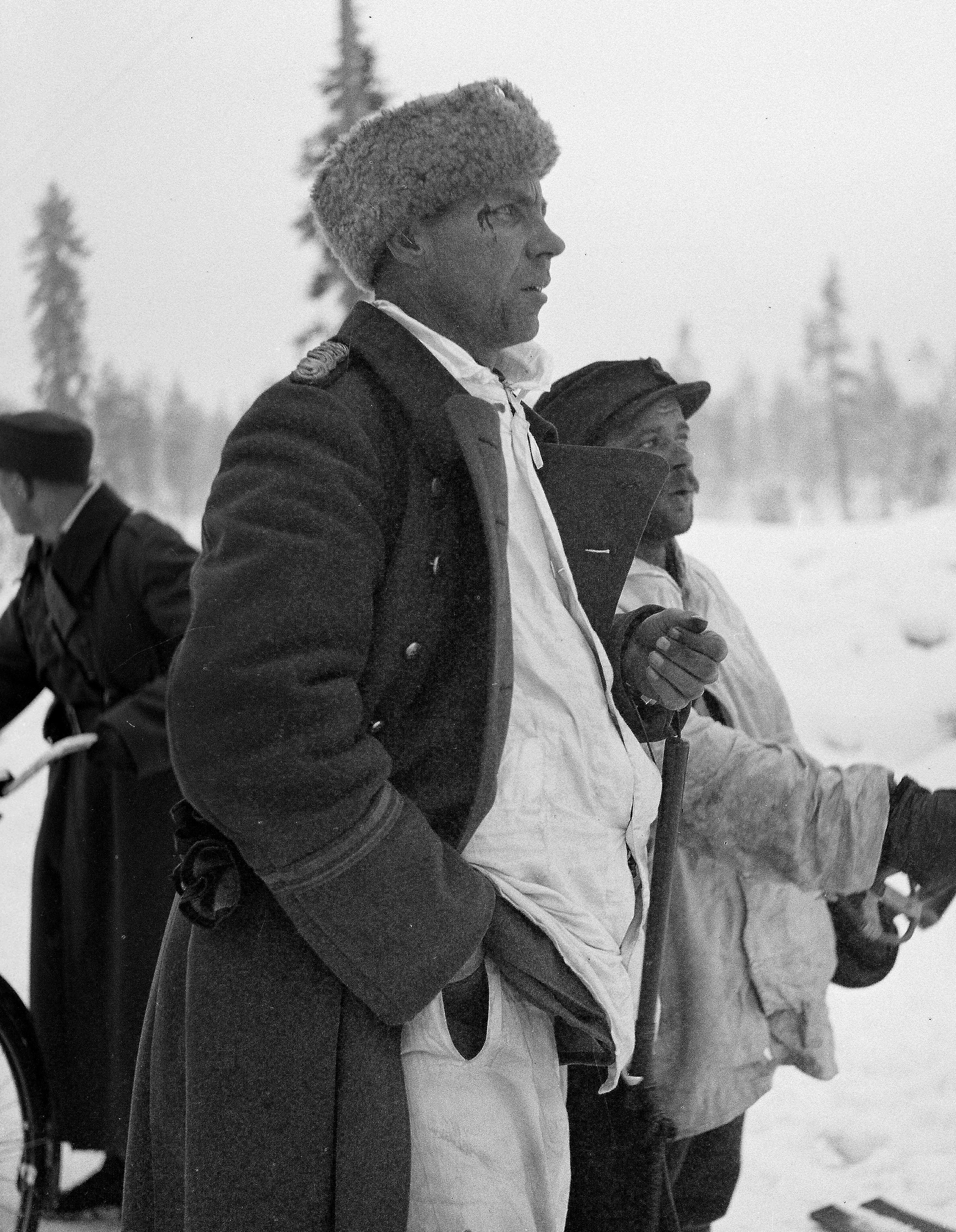
El capità de l'exèrcit finlandès Aarne Juutilainen a la batalla de Kollaa durant la guerra d'hivern el 1939
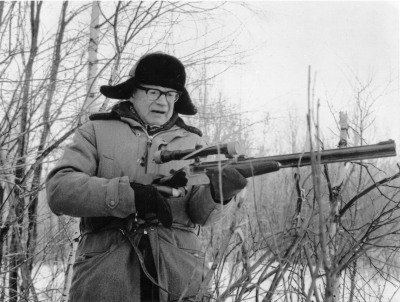
El president de Finlàndia Urho Kekkonen durant una visita a Zavidovo, Rússia, el 1965
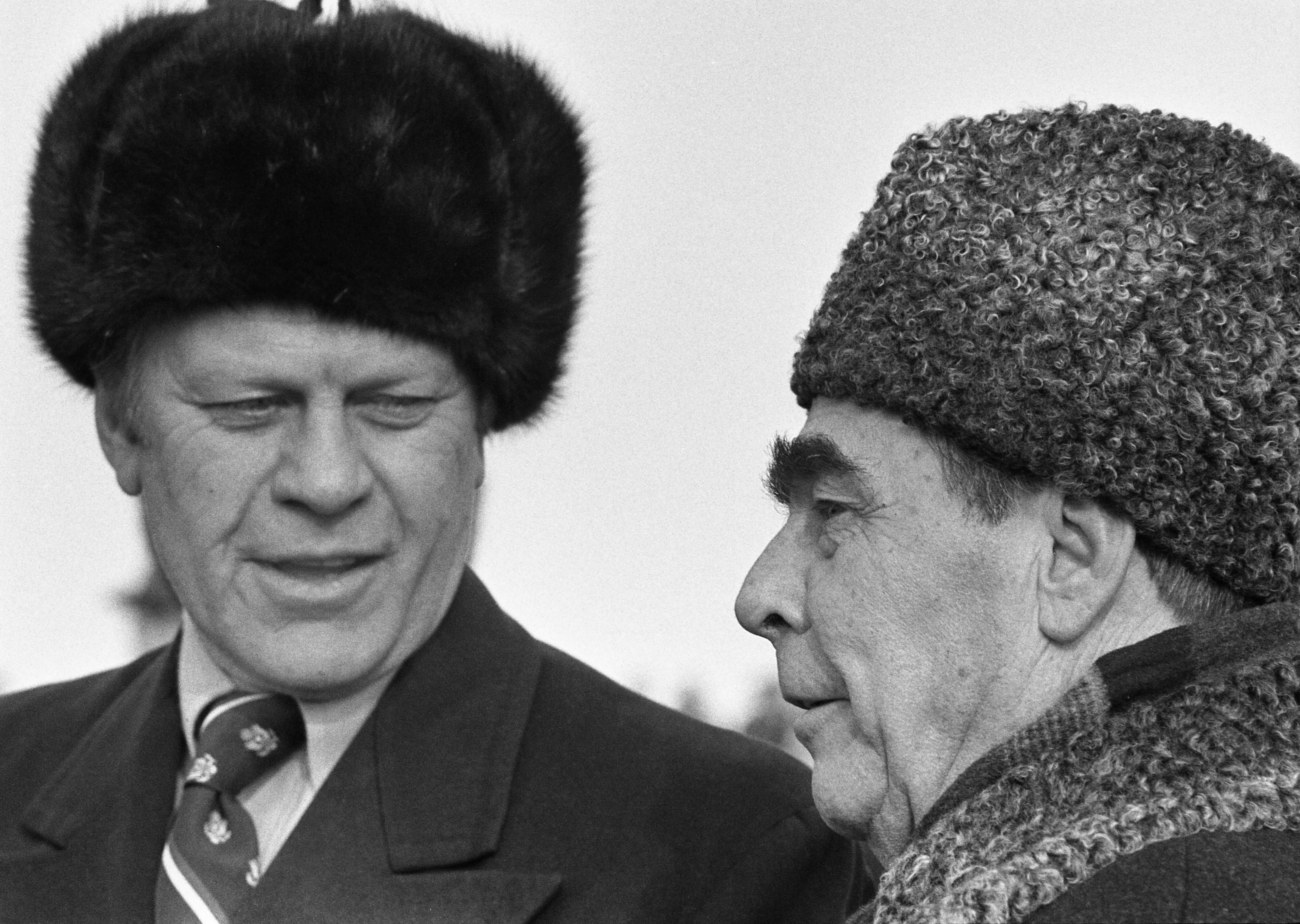
Gerald Ford (esquerra) amb un uixanka,i Leonid Brezhnev (dreta) amb un papakha

## Ús actual
Identificat amb el domini soviètic i emès a tots els exèrcits del Pacte de Varsòvia, l'uixanka s'ha convertit des de llavors en part de l'uniforme d'hivern per a les forces militars i policials al Canadà i altres països occidentals amb un hivern fred. Les versions gris (policia civil nord-americana), verd (per camuflatge), blau (policia, guàrdia costanera dels Estats Units i oficina de correus dels Estats Units) i negre s'utilitzen actualment. El 2013, l'exèrcit rus va anunciar que els soldats obtindran un nou uixanka amb una corona més rodona i petites obertures segellables a les solapes per portar auriculars. També encara és utilitzat per les forces armades poloneses.
L'uixanka va ser utilitzat per les autoritats d'Alemanya de l'Est abans de la reunificació alemanya, i va romandre part de l'uniforme de la policia alemanya a l'hivern després. A les Forces de Defensa finlandeses, s'utilitza un casquet gris amb l'uniforme M62 i un de verd de diferent disseny forma part del vestit d'hivern M91 i M05. Les tropes blindades tenen un casquet negre (M92), mentre que els generals poden portar un casquet blanc M39. La Royal Canadian Mounted Police utilitza un "casquet de regulació" (entre un uixanka i un casquet d'aviador ), fet de pell de rata almizclera. Això va substituir l'antic casquet de falca de pell militar canadenc. El personal de la Comissió de Trànsit de Toronto utilitzen altres similars durant l'hivern.
Un tipus de casquet similar es fa servir a l'uniforme d'hivern de l'Exèrcit Popular d'Alliberament de la Xina. Presentat en una imatge de propaganda icònica de Lei Feng, aquest tipus de casquet és sovint anomenat pels xinesos "el casquet de Lei Feng" (雷锋帽, Lei Feng mao ).
S'afirma que els aviadors britànics en temps de guerra que visitaven l'entrada de Kola per ajudar a protegir els combois àrtics ràpidament van començar a portar uixankes perquè els seus propis casquets d'uniforme no estaven prou calents, però "mantenien les orelleres lligades a la corona com ho faria qualsevol rus, perquè es considerava poc viril desgastar-los". Tanmateix, a l'exèrcit rus fins avui, la manera de portar l'uixanka (soltes amunt, solapes avall o estil d'esquí) es considera una part de l'uniforme.

## Barrets semblants
Els casquets de tramper són "una mena d'híbrid entre la gorra d'aviador i l'uixanka: combinen l'estil del primer amb el pelatge del segon". Es consideren més casuals que els uixanka d'origen militar.
La Policia Muntada Reial del Canadà utilitza uixankes de rata mesquera.

## Galeria

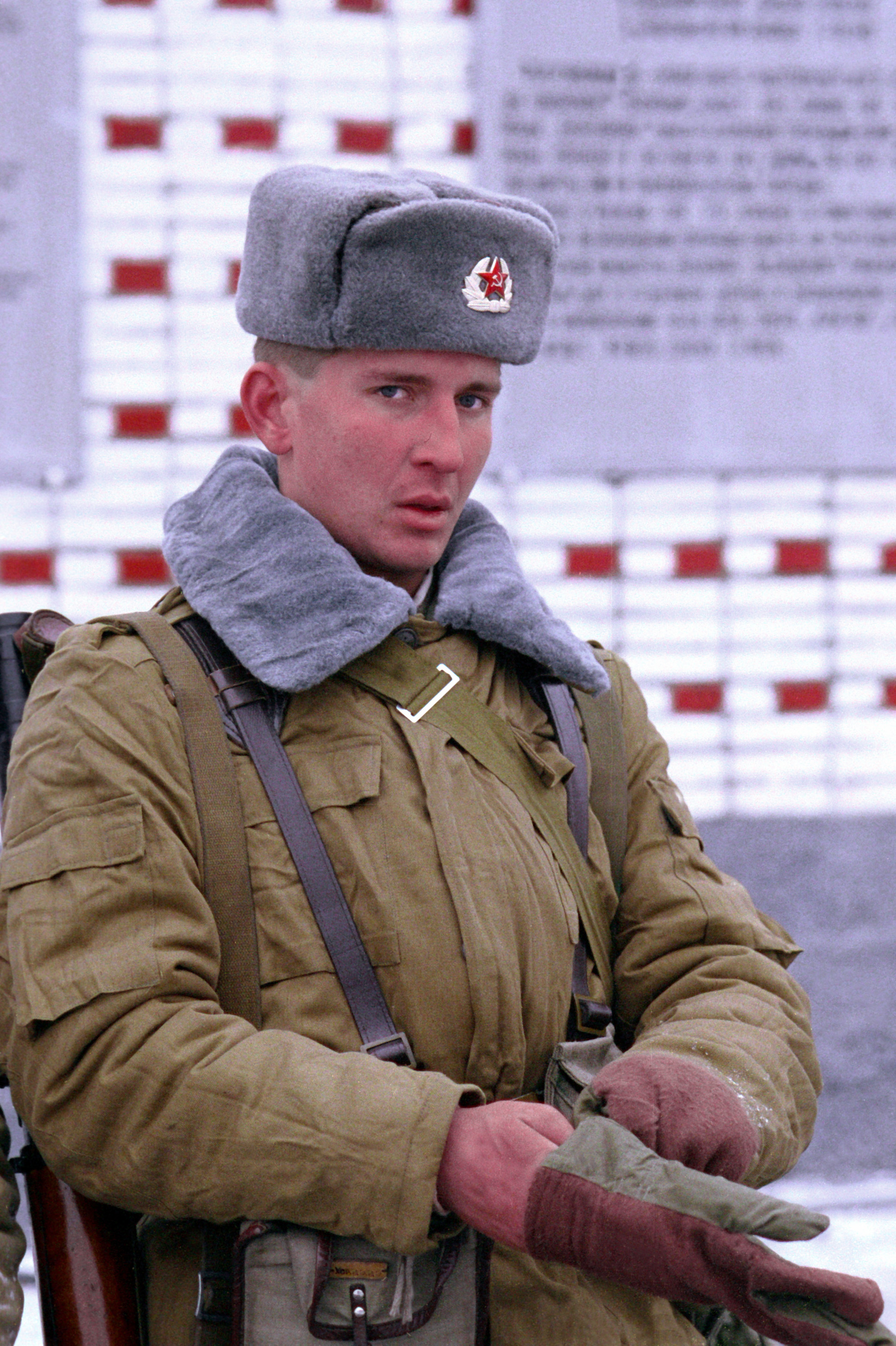
Soldat soviètic amb l'uixanka amb la versió d'hivern de l'afghanka ; tant el coll afghanka com l'uixanka estan fets de " pell ecològica "
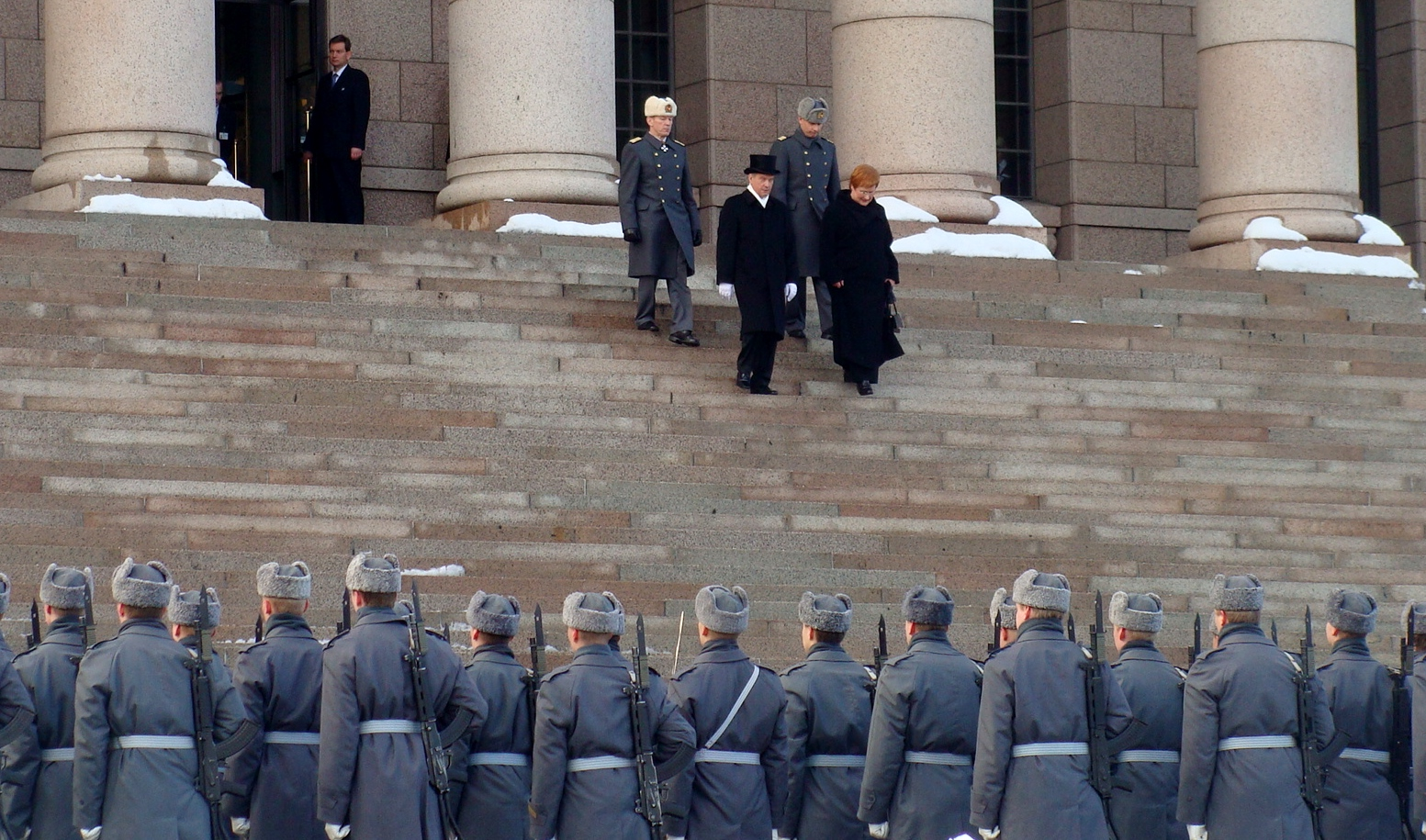
El canvi presidencial de Finlàndia el 2012
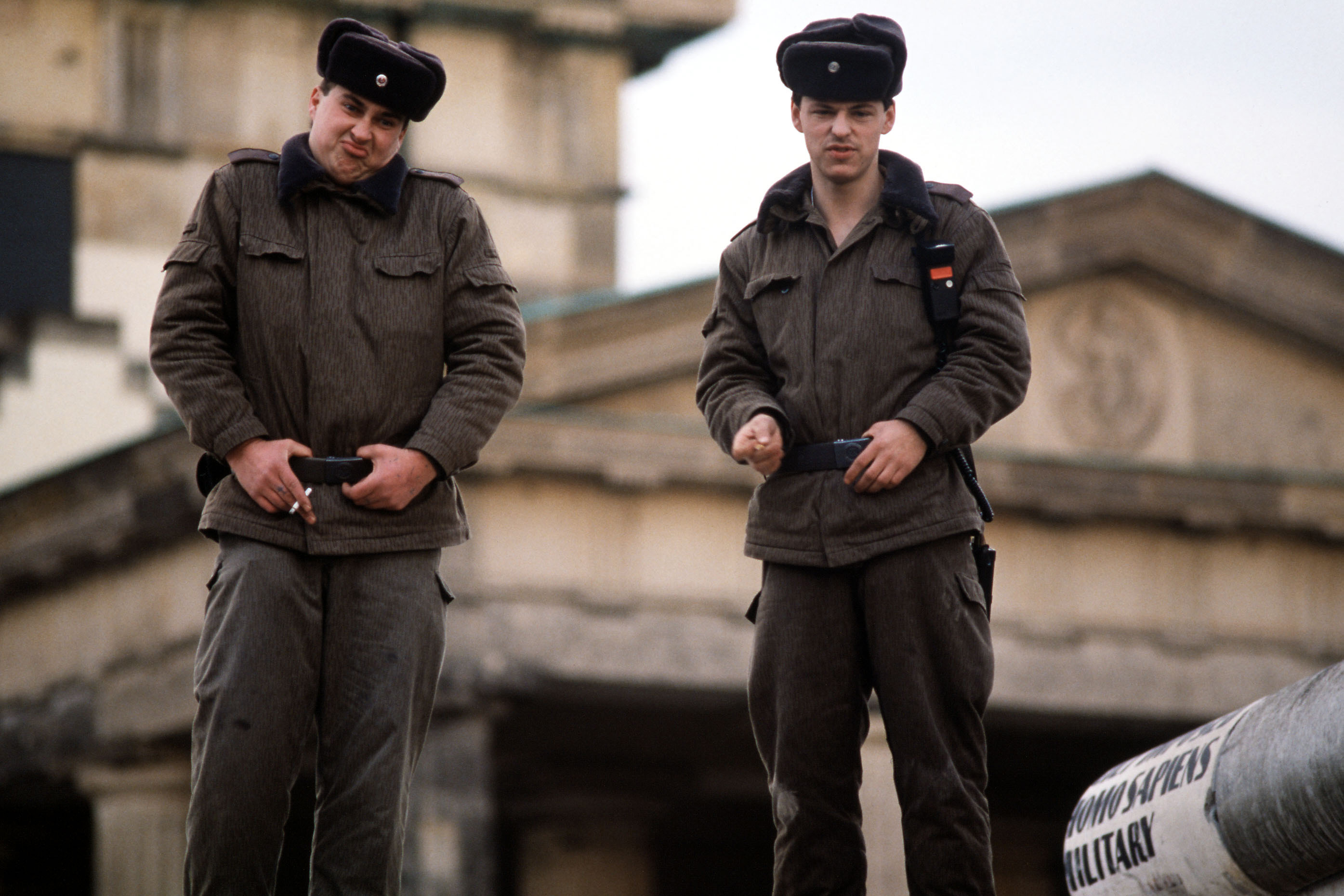
Els guàrdies fronterers d'Alemanya de l'Est es troben dalt del mur de Berlín
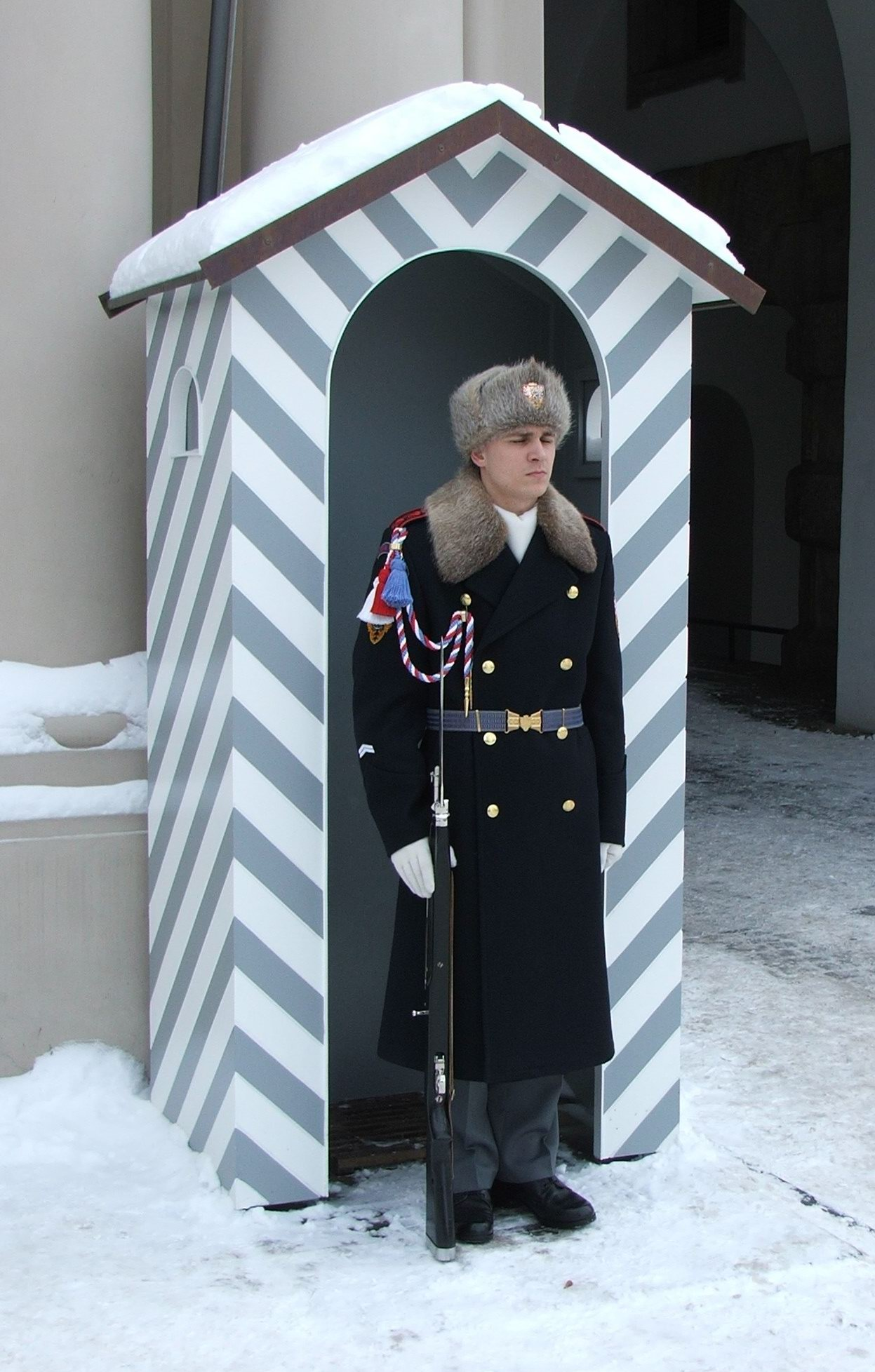
Guàrdia Txeca del Castell de Praga